# Tauro FC
Asociación Deportiva Tauro Fútbol Club – panamski klub piłkarski z siedzibą w stołecznym mieście Panama. Występuje w rozgrywkach Liga Panameña. Domowe mecze rozgrywa na obiekcie Estadio Rommel Fernández lub Estadio Javier Cruz.
Tauro FC gra na najwyższym poziomie ligowym w Panamie, w Liga Panameña. Tauro FC to szesnastokrotny mistrz rozgrywek Liga Panameña, dotychczas żaden zespół nie zdobył więcej trofeów tej wagi w Panamie. Barwami zespołu są biel i czerń.
Tauro i Plaza Amador są największymi ligowymi rywalami od rozpoczęcia rozgrywek ligowych. Obydwa kluby mają siedzibę w stolicy kraju, lecz swoich spotkań nie rozgrywają na tym samym stadionie. Ich pojedynek w Panamie jest określany mianem „El Clásico”.

## Osiągnięcia

### Krajowe
- Liga Panameña

| zwycięstwo (17):     | 1989, 1991, 1997, 1998, 2000, 2003, 2003 (C), 2006 (C), 2007 (A), 2010 (A), 2012 (C), 2013 (A), 2017 (C), 2018 (A), 2021 (C), 2024 (C) |
| drugie miejsce (11): | 1990, 1995, 1999, 2001, 2002 (C), 2008 (A), 2008 (C), 2009 (A), 2018 (C), 2019 (A), 2023 (A), 2023 (C)                                 |

## Historia
Klub powstał dzięki staraniom włoskiego przedsiębiorcy, Giancarlo Gronchiego.
Przed przystąpieniem do rozgrywek ANAPROF (dawna nazwa Liga Panameña) w 1988 roku Tauro FC uczestniczył w ADECOPA w Distritorial Liga de Chepo. To była liga dla zespołów ze wschodniej części prowincji Panama. Tauro to również jeden z założycieli rozgrywek ANAPROF w 1987 roku.

## Aktualny skład
Stan na 1 lutego 2023.
| Nr | Poz. | Piłkarz           |
| -- | ---- | ----------------- |
| 1  | BR   | Eric Hughes       |
| 2  | OB   | Irving Hurtado    |
| 3  | OB   | Omar Córdoba      |
| 4  | OB   | Gustavo Chará     |
| 5  | OB   | Luis Asprilla     |
| 6  | PO   | Irving Gudiño     |
| 7  | NA   | Hilberto Peralta  |
| 8  | PO   | Víctor Medina     |
| 10 | PO   | Miguel Camargo    |
| 11 | NA   | Axel McKenzie     |
| 14 | OB   | Gerardo Negrete   |
| 15 | PO   | Giancarlos Moreno |
| 16 | PO   | Rudy Yearwood     |
| 17 | NA   | Carlos Hernández  |

| Nr | Poz. | Piłkarz                     |
| -- | ---- | --------------------------- |
| 18 | PO   | Rolando Botello             |
| 20 | NA   | Breidy Golúz                |
| 21 | NA   | Carlos Navas                |
| 22 | OB   | Francisco Vence             |
| 23 | PO   | Moisés Véliz                |
| 24 | PO   | Omar Berrocal               |
| 25 | OB   | Jan Carlos Vargas (kapitan) |
| 27 | NA   | Carlos Batista              |
| 29 | OB   | Kevin Berkeley              |
| 30 | BR   | Celino Hinojosa             |
| 31 | NA   | Omar Valencia               |
| 47 | NA   | Ricardo French              |
| 51 | PO   | Emerson Girón               |
| 99 | PO   | Omar Browne                 |